# Kunigunde Fischer

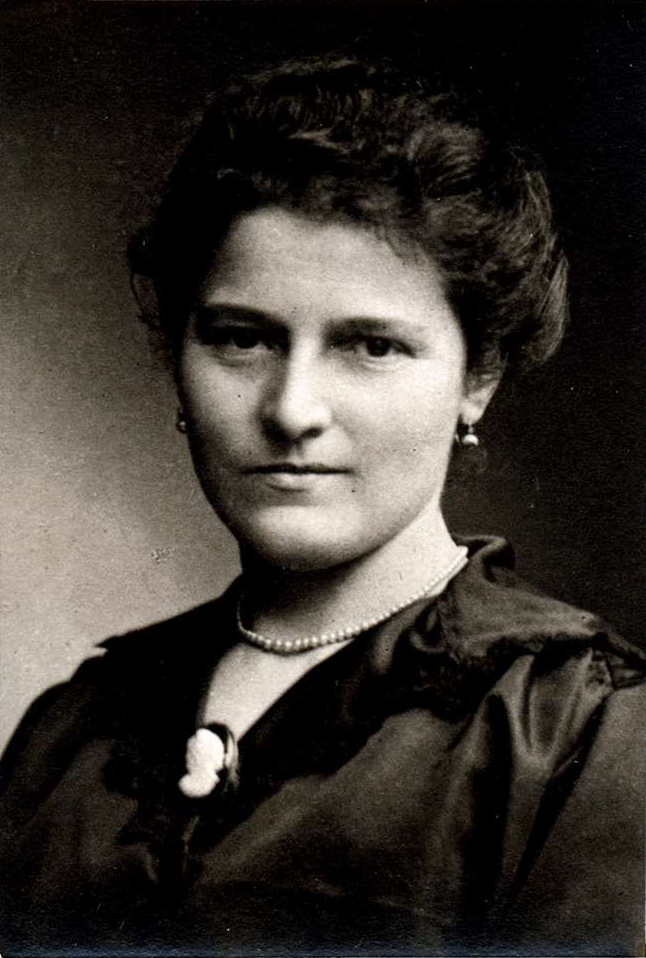
Kunigunde Fischer (um 1920)

Kunigunde Fischer (* 10. November 1882 in Speikern; † 21. Februar 1967 in Karlsruhe) war eine deutsche Politikerin (SPD).

## Leben
Kunigunde Fischer ist als Kunigunde Bachmeyer in Mittelfranken als Tochter eines Landwirts und Mühlen- und Sägewerksbesitzers geboren. Von 1889 bis 1896 besuchte sie die Volksschule Ottensoos. Sie war seit 1904 mit dem Buchdrucker Kaspar Fischer verheiratet, am 23. Januar 1916 wurde ihre Tochter Anna geboren.
Sie hatte den ausgeprägten Wunsch, sich sozial zu engagieren. Seit 1912 war sie in der Armen-, Gefangenen-, Kriegs-, Säuglings-, Kinder- und Jugendfürsorge tätig. So war sie seit 1914 Mitglied der Armenkommission und 1914 bis 1916 Mitglied des Kriegsfürsorgeausschusses in Karlsruhe.
In jungen Jahren schloss sie sich der SPD an, da diese ihren sozialpolitischen Vorstellungen am besten entsprach. 1919 gehörte sie zu den ersten drei Frauen, die in den Karlsruher Stadtrat einzogen. Sie blieb bis 1922 Stadträtin in Karlsruhe. Dort legte sie den Grundstein für eine örtliche Kindererholung, heute eine in Karlsruhe selbstverständliche Einrichtung. Sie baute mit anderen zusammen die Arbeiterwohlfahrt auf und war ab 1925 deren Vorsitzende.
Ebenfalls im Jahr 1919 wurde sie in den Badischen Landtag gewählt, dem sie bis 1933 angehörte. In zahlreichen Ausschüssen setzte sie sich für soziale und schulische Belange ein.
Beim Aufruf von Oberbürgermeister Julius Finter zur Gründung der Karlsruher Notgemeinschaft vom 10. November 1930 war sie Mitglied des Arbeitsausschusses.
Mit Beginn der NS-Zeit kam sie wie zahlreiche Gesinnungsgenossen ins Gefängnis. Trotz der folgenden bitteren Jahre überlebte sie den Krieg, stellte 1946 ihre politischen und organisatorischen Erfahrungen für den demokratischen Neuaufbau zur Verfügung und war von 1946 bis 1959 erneut Stadträtin in Karlsruhe.

## Ehrungen
Am 4. November 1957 wurde Fischer mit dem Verdienstkreuz am Bande des Verdienstordens der Bundesrepublik Deutschland ausgezeichnet.
Am 18. Mai 1965 wurde sie zur Ehrenbürgerin der Stadt Karlsruhe ernannt. Als sie am 21. Februar 1967 starb, hätte man als Nachruf den Satz veröffentlichen können, den die Badischen Neuesten Nachrichten fünf Jahre zuvor an ihrem achtzigsten Geburtstag schrieben: „Sie verwirklichte ihr ganzes Leben lang bescheiden und ohne persönlichen Aufwand die Idee des Sozialismus weit über jeden Parteihorizont hinaus“.
Kunigunde Fischer wurde auf dem Hauptfriedhof Karlsruhe beigesetzt.
1966 wurde das Altenheim Kunigunde-Fischer-Haus nach ihr benannt. Zu ihrem 50. Todestag wurde im Februar 2017 in der Karlsruher Südstadt ein Weg nach ihr benannt.